# Том Сойер (фильм, 1973)
«Том Сойер» (англ. Tom Sawyer) — американский детский фильм 1973 года. Экранизация произведения Марка Твена «Приключения Тома Сойера».

## Сюжет
Верным друзьям — Тому Сойеру и Геку Финну — всегда есть чем заняться, будь то рыбалка на Миссисипи, игры в пиратов или подшучивание над кем-то. Приезд в их город красавицы Бекки Тэтчер только подливает масла в огонь. А когда Гек вдруг попадает в беду, Том оказывается единственным, кто может помочь другу в трудной ситуации.

## В ролях
- Джонни Уайтакер — Том Сойер
- Джефф Ист — Гекльберри Финн
- Селеста Холм — тётушка Полли
- Уоррен Оутс — Мэф Поттер
- Джоди Фостер — Бекки Тэтчер
- Люсиль Бенсон — вдова Марта Дуглас
- Джошуа Хилл Льюис — Сид
- Сьюзен Джойс — Мэри
- Куну Хэнк — индеец Джо

## Номинации
| Год  | Премия         | Категория                                 | Имя                                             | Результат |
| ---- | -------------- | ----------------------------------------- | ----------------------------------------------- | --------- |
| 1973 | Золотой глобус | Лучший фильм (комедия или мюзикл)         |                                                 | Номинация |
| 1973 | Золотой глобус | Лучшая музыка к фильму                    | Ричард М. Шерман Роберт Б. Шерман Джон Уилльямс | Номинация |
| 1974 | Оскар          | Лучшая работа художника-постановщика      | Филип М. Джеффрис, Роберт Де Вестел             | Номинация |
| 1974 | Оскар          | Лучший дизайн костюмов                    | Донфельд                                        | Номинация |
| 1974 | Оскар          | Лучшая музыка — адаптация или аранжировка | Ричард М. Шерман Роберт Б. Шерман Джон Уилльямс | Номинация |